# Zbelítov
Zbelítov (v letech 1880–1995 Zbelitov) je obec v okrese Písek v Jihočeském kraji. Žije v něm 324 obyvatel.

## Název
Jméno obce je odvozeno od staročeského jména Zbilut.

## Historie
První písemná zmínka pochází z roku 1379. V roce 1905 byl založený sbor dobrovolných hasičů.

## Obyvatelstvo
| Rok            | 1869 | 1880 | 1890 | 1900 | 1910 | 1921 | 1930 | 1950 | 1961 | 1970 | 1980 | 1991 | 2001 | 2011 | 2021 |
| -------------- | ---- | ---- | ---- | ---- | ---- | ---- | ---- | ---- | ---- | ---- | ---- | ---- | ---- | ---- | ---- |
| Počet obyvatel | 275  | 249  | 227  | 212  | 213  | 228  | 244  | 224  | 232  | 219  | 343  | 339  | 346  | 344  | 321  |
| Počet domů     | 30   | 34   | 34   | 36   | 37   | 39   | 46   | 54   | 56   | 56   | 83   | 101  | 107  | 116  | 122  |

## Obecní správa
Mezi lety 1850–1984 byl Zbelítov obcí v okrese Milevsko (1850–1950) a později v okrese Písek. Od 1. ledna 1985 do 23. listopadu 1990 patřila jako část města k Milevsku a od 24. listopadu 1990 je opět samostatnou obcí, ale Velká již zůstala součástí Milevska. Od 1. dubna 1976 do 31. prosince 1984 k obci patřily Osek a Velká.

### Obecní symboly
Znak a vlajka byly obci uděleny rozhodnutím předsedy Poslanecké sněmovny Parlamentu České republiky dne 21. dubna 2020.

## Pamětihodnosti
- Výklenková kaple zasvěcená Panně Marii se nachází na okraji obce směrem na Velkou. Je z roku 1926.[9]
- Návesní kaple je z roku 1737 a je zasvěcená Panně Marii.[10] Datace je uvedená nad vchodem do kaple.
- Před návesní kaplí se nalézá kříž na vysokém kamenném podstavci. Na kulatém štítku kříže je tento nápis: Pochválen buď PÁN JEŽÍŠ KRISTUS
- Pomník padlým v I. světové válce se nachází naproti kapli Panny Marie. V roce 1937 byl tento pomník padlým odhalený.[5]
- Na okraji obce ve směru polní cesty k rybníku Suchá se nachází drobný kříž rodiny Novákovy. Na jeho kulatém štítku je tento nápis: K PAMÁTCE RODU NOVÁKOVÝCH č. 6 OPRAVENO ROKU 1993
- U komunikace z obce ve směru na Milevsko se mezi vzrostlými stromy v ohrádce nachází vysoký kamenný kříž rodiny Přibylovy. Na jeho zdobném kamenném podstavci je umístěna podobenka pana Přibyla a tento nápis: Vzdálen od nás v zemi cizí, spi a dřímej sladce. Bolest v srdci nevymizí, dítkám i manželce.- JOSEF PŘIBYL + na srbském bojišti:
- Na poli poblíž obce ve směru k rybníku Zlatina se nachází další kamenný kříž. Na podstavci je umístěná deska s tímto nápisem: POCHVÁLEN BUĎ PÁN JEŽÍŠ KRISTUS

## Galerie

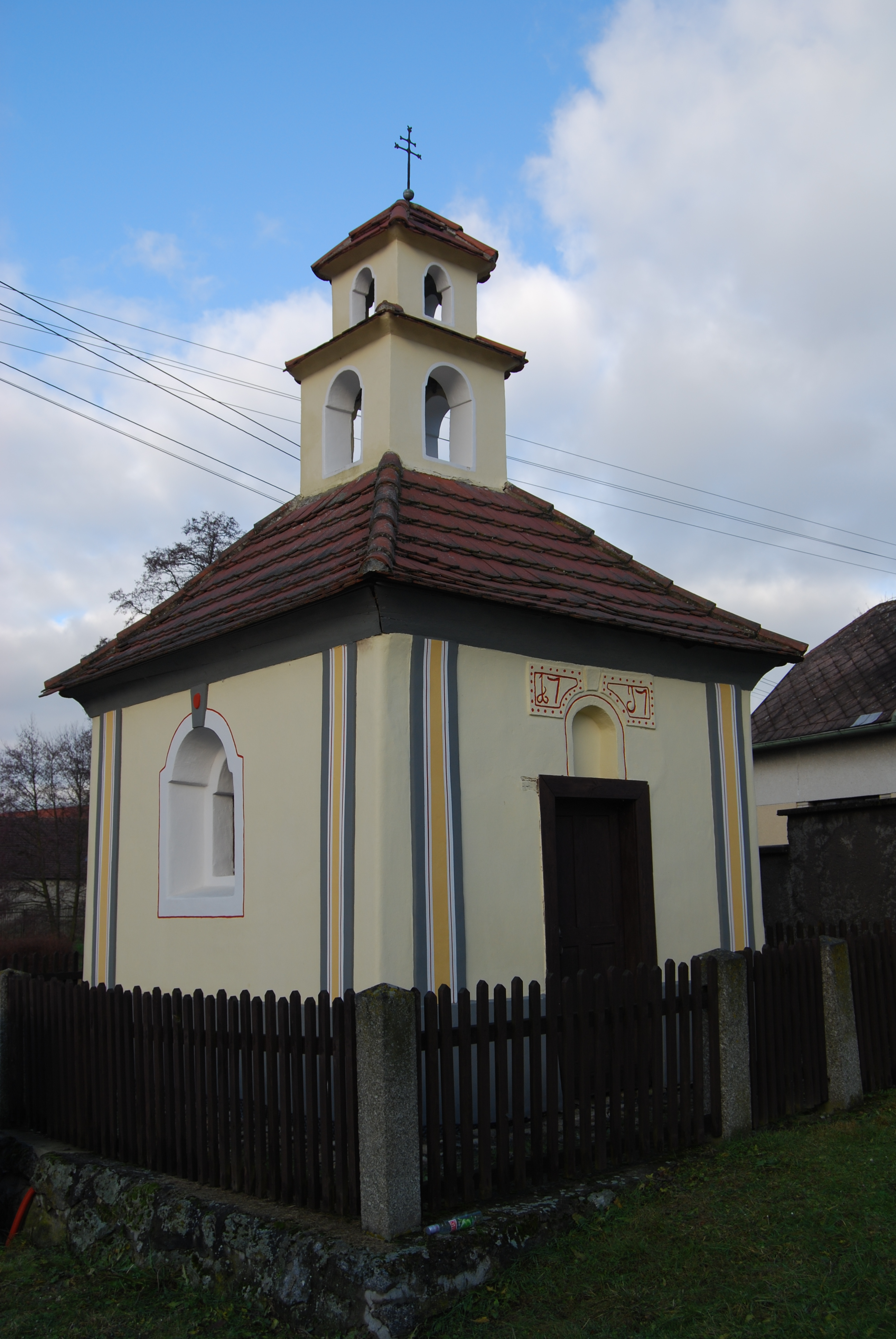
Kaple Panny Marie
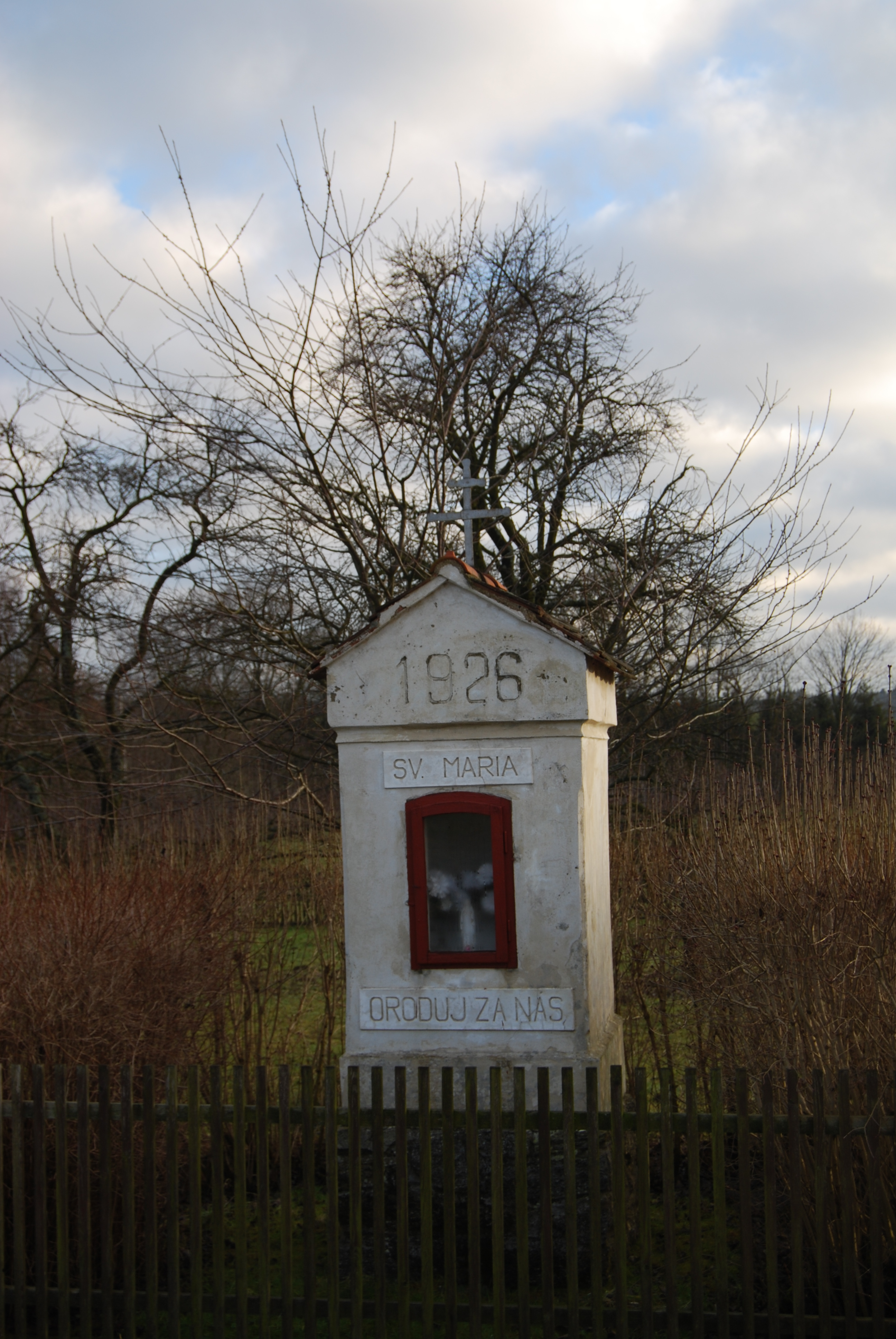
Výklenková kaple
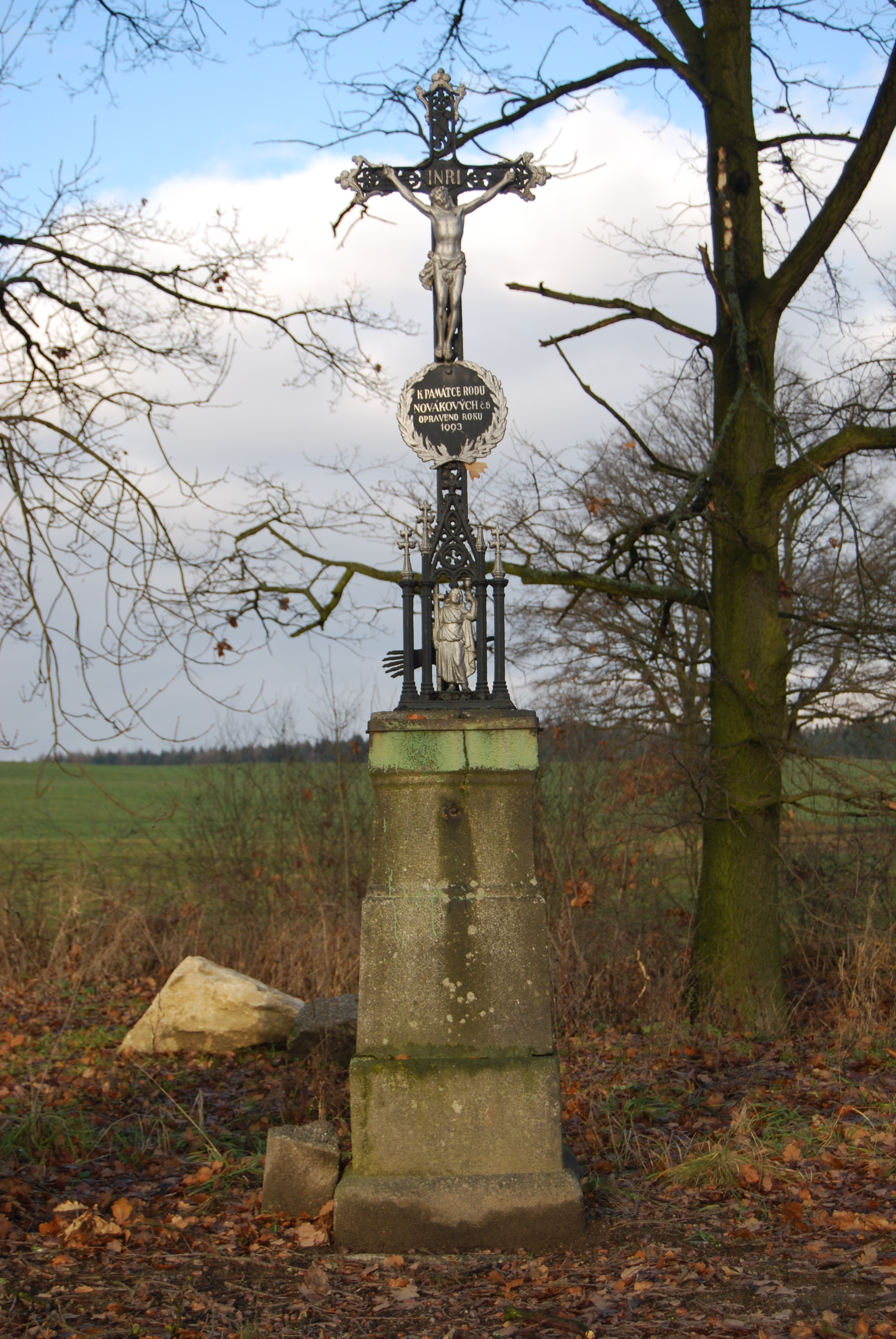
Kříž v obci
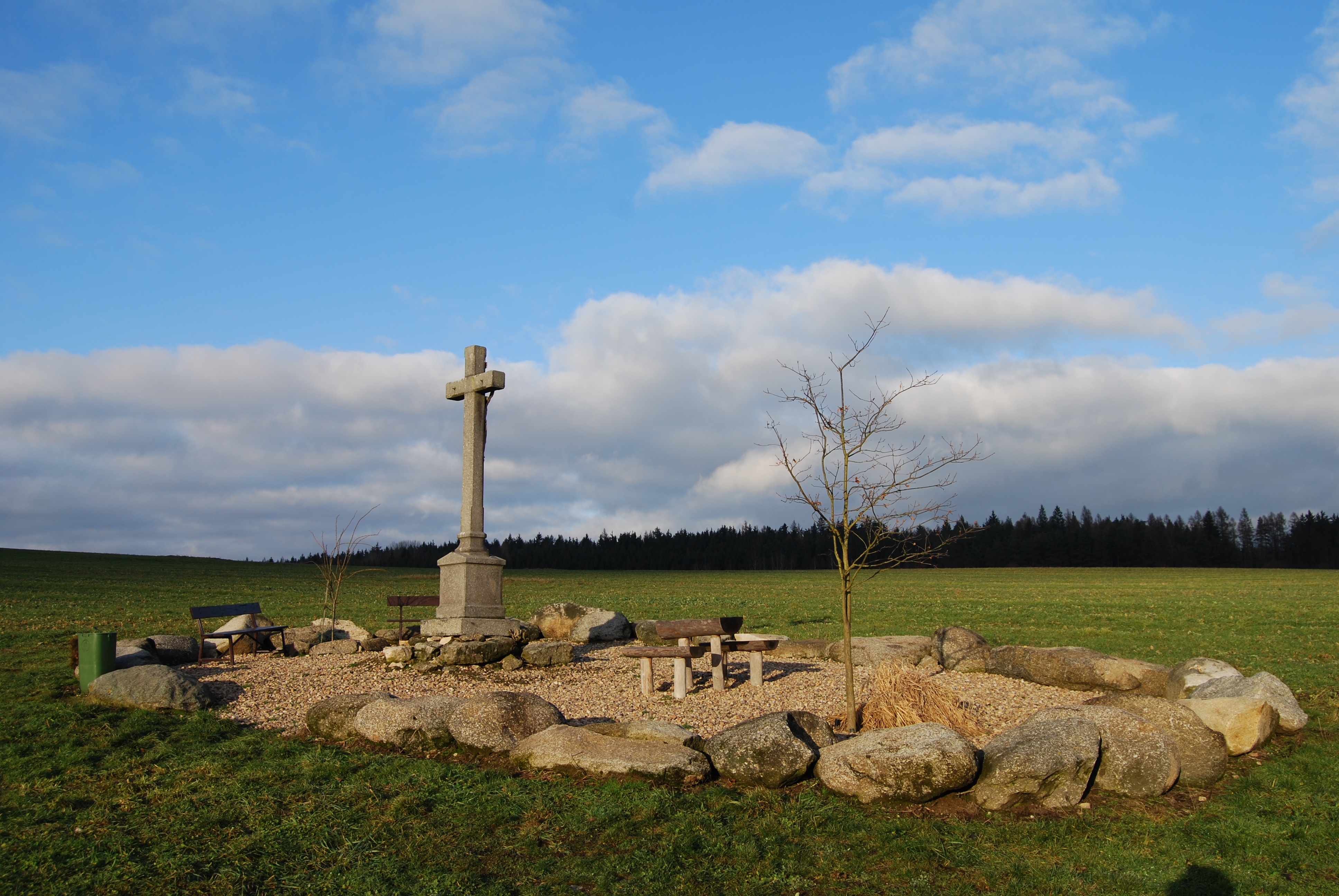
Kříž v polích